# Злотовізна
Злотовізна (пол. Złotowizna) — село в Польщі, у гміні Бжезньо Серадзького повіту Лодзинського воєводства.
Населення — 84 особи (2011).
У 1975-1998 роках село належало до Серадзького воєводства.

## Демографія
Демографічна структура станом на 31 березня 2011 року:
|          | Загалом | Допрацездатний вік | Працездатний вік | Постпрацездатний вік |
| -------- | ------- | ------------------ | ---------------- | -------------------- |
| Чоловіки | 47      | 18                 | 26               | 3                    |
| Жінки    | 37      | 6                  | 24               | 7                    |
| Разом    | 84      | 24                 | 50               | 10                   |